# نیکل رینی
نیکل رینی یا رینی نیکل ‎/ˈreɪniː ˈnɪkəl/‎، که با نام نیکل اسفنجی نیز شناخته می‌شود، یک ماده جامد است که عمدتاً از نیکل مشتق شده از آلیاژ نیکل-آلومینیوم تشکیل شده‌است. نیکل Raney به عنوان واکنشگر و به عنوان کاتالیزور در شیمی آلی استفاده می‌شود. این ماده در سال ۱۹۲۶ توسط مهندس آمریکایی مورای رینی برای هیدروژنه کردن روغن‌های گیاهی ساخته شد.